# Itapuã (Salvador)
Itapuã é um bairro de Salvador, na Bahia, no Brasil. Em 2012, o iBahia pesquisou a vida cultural do bairro. Possui três praias frequentadas pela população local e turistas: a Praia de Itapuã, a Praia de Placafor e a Praia do Farol de Itapuã. Nesta última, localiza-se o Farol de Itapuã. No bairro, se localiza a lagoa do Abaeté, um símbolo da cidade. Ao redor da lagoa, existe um parque metropolitano de preservação inaugurado em 1993, o Parque Metropolitano Lagoas e Dunas do Abaeté. No mais, encontram-se, no bairro, vários hotéis de luxo e loteamentos das classes média e alta. [carece de fontes?]
É também citada na música do compositor Vinicius de Moraes, "Tarde em Itapuã", de 1971; clássica canção de Marília Medalha, Toquinho e Vinicius de Moraes

## Localização

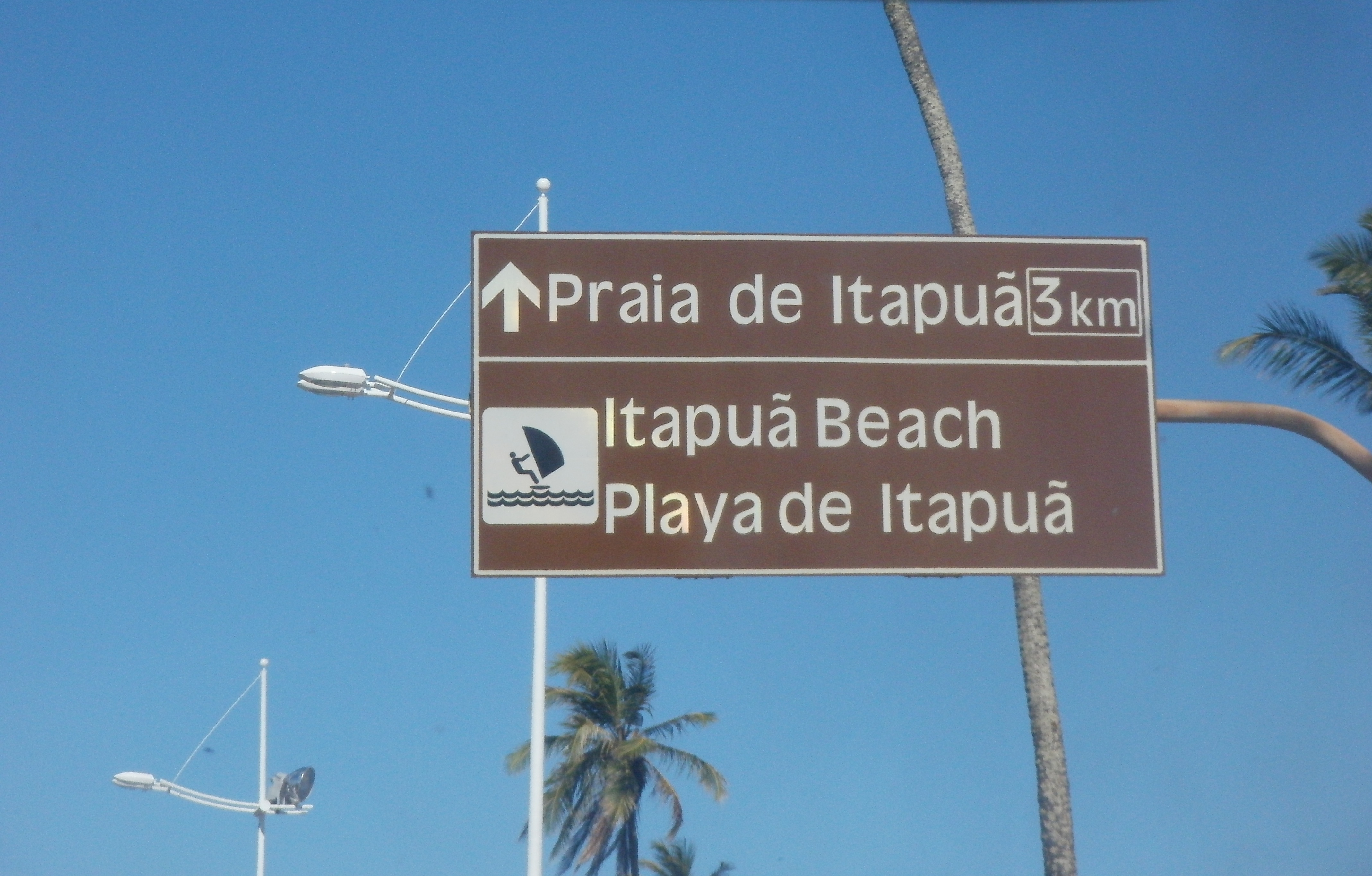
Placa indicando a Praia de Itapuã.

Distante do Centro da cidade cerca de 25 quilômetros, Itapuã está situada após o bairro de Piatã, fazendo limite com o Bairro da Paz (antiga invasão das Malvinas), São Cristóvão e Stella Maris.

## Etimologia
"Itapuã" é um termo tupi que significa "pedra erguida", através da junção de itá (pedra) e pu'ã, erguido  e refere-se a um afloramento de rocha situado ao largo da área de arrebentação da praia. Segundo relata Gabriel Soares de Souza no seu Tratado descritivo do Brasil em 1587, "a Tapuã é uma ponta sahida ao mar, com uma pedra no cabo cercada d'elle, a que o gentio chama d'este nome, que quer dizer pedra baiza; defronte d'esta ponta em um alto, está uma fazenda (...) com uma hermida de São Francisco." 

## História

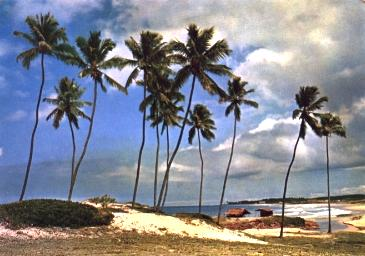
Praia de Itapuã

No século XVII, Itapuã era uma armação baleeira. Por volta de 1625, na vila de pescadores que se formara ali, foi erguida a igreja de Nossa Senhora da Conceição de Itapuã  A santa católica correspondia a Iemanjá, no sincretismo religioso da Bahia e era objeto de culto e de festa, a qual, a princípio, reunia apenas os habitantes da vila.
O trecho inicial da praia de Itapuã é conhecido como Placafor ou Placa Ford. Isto porque, por volta da década de 1960, foi instalado na avenida Otávio Mangabeira, em frente à praia, um grande outdoor da Ford. A placa ficava sobre a linha imaginária que separa as areias de Piatã e Itapuã e acabou por se tornar ponto de referência para aquele trecho da praia de Itapuã que foi moda nos anos 1960.  A placa já não existe, mas o início da praia de Itapuã continua a ser referido como Placafor.
Itapuã é o local onde "Dona Flor" (do romance de Jorge Amado Dona Flor e Seus Dois Maridos) desistiu de sua virgindade com o homem que se tornaria seu primeiro marido. 
Foi também a casa do dramaturgo/poeta/letrista Vinicius de Moraes e do compositor Dorival Caymmi. Vinícius, juntamente com seu colaborador Toquinho, escreveu e cantou um famoso hino evocativo da vila bucólica que era Itapuã no seu tempo. A casa na qual Vinicius viveu com a atriz Gessy Gesse na Rua Flamengo, n° 44, construída nos anos 1970 em frente ao mar de Itapuã, atualmente é o restaurante Casa di Vina, uma referência ao nome como os amigos apelidavam Vinicius; onde também abriga o Memorial Casa di Vina, aberto gratuitamente ao público, onde estão expostos objetos, fotos e documentos da história do casal e da passagem do poeta pela Bahia que além da canção Tarde em Itapuã produziu muitas outras obras primas.

## Empreendimentos

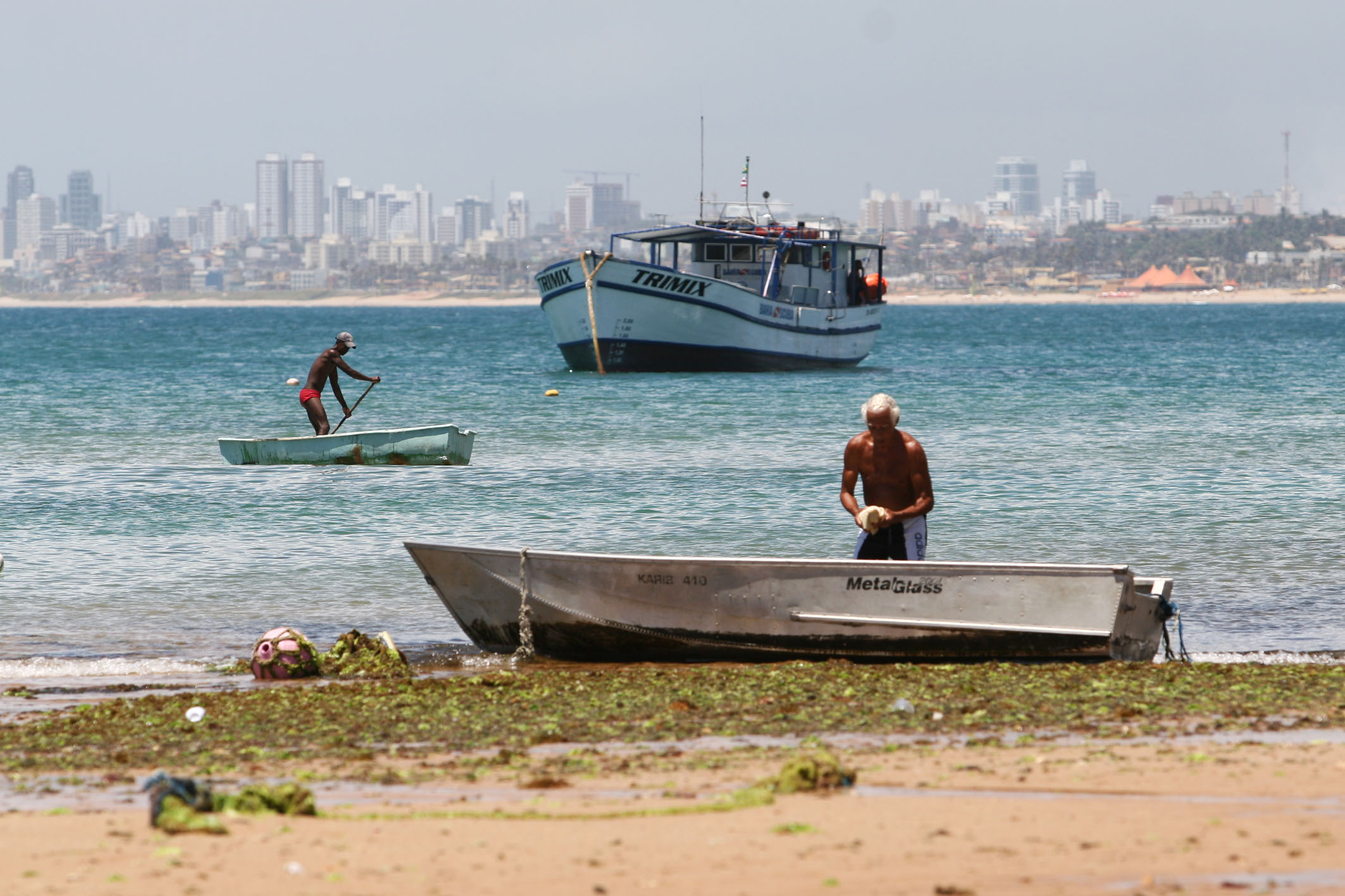
Pescadores em Itapuã.

Hotéis luxuosos instalaram-se em Itapuã, como o Hotel Deville Prime Salvador. A área é permeada por loteamentos luxuosos, além de um grande número de restaurantes vendendo comidas típicas. Os quitutes do tabuleiro de Cira (uma baiana do acarajé ou, no dizer tradicional dos locais, "freguesa do acarajé"), que se instala diariamente em frente a uma praça. Itapuã tem música e dança nos finais de semana, tanto ao longo da orla marítima quanto na Lagoa do Abaeté. Uma pesquisa feita pelo jornal Correio em 2016 indicou que o bairro tem o terceiro melhor preço de aluguel de imóvel em Salvador.

## Demografia
Em 2006 o bairro de Itapuã tinha o Índice de Desenvolvimento Humano (IDH) de 0,664, índices menores que países como a África do Sul, Guiné Equatorial e Tajiquistão, localizados na África e Ásia Central. Segundo o Censo do Instituto Brasileiro de Geografia e Estatística (IBGE) de 2010 é o segundo bairro com a maior população de negros em Salvador, com 77,96%. Sua população total em 2010 somando todas as etnias era de 66 961. No primeiro trimestre de 2015 o bairro teve um dos maiores índices de latrocínios de Salvador.
Em julho de 2018 entrou na lista dos locais onde mais ocorrem assaltos a ônibus. Segundo o delegado José Neles, titular da Delegacia de Repressão a Furtos de Veículos: "Ali [Itapuã], nós temos um crescimento populacional desorganizado muito grande, diversas rotas de fuga e locais de difícil acesso para a polícia (...) Mas é um bairro que a polícia reserva, sem dúvida nenhuma, uma operação significativa para que possa dar uma resposta e reduzir."